# Masdevallia mandarina
Masdevallia mandarina är en orkidéart som först beskrevs av Carlyle August Luer och Rodrigo Escobar, och fick sitt nu gällande namn av Carlyle August Luer. Masdevallia mandarina ingår i släktet Masdevallia och familjen orkidéer. Inga underarter finns listade i Catalogue of Life.